# Khalil Herbert
Khalil Herbert (Fort Lauderdale, Florida, 21 de abril de 1998) es un jugador profesional estadounidense de fútbol americano que se desempeña en la posición de running back en Chicago Bears, equipo de la National Football League (NFL).

## Carrera
Fue seleccionado en la sexta ronda en la Reunión Anual de Selección de Jugadores de la NFL de 2021. Hizo su debut profesional con el equipo Chicago Bears, donde lleva jugando tres temporadas.